# Balatonalmádi, Ungaria
Balatonalmádi  este un oraș în districtul Balatonalmád, județul Veszprém, Ungaria, având o populație de 8.722 de locuitori (2011). 

## Demografie
Componența etnică a orașului Balatonalmádi
     Maghiari (94,06%)
     Germani (3,2%)
     Necunoscut (1,59%)
     Alții (1,15%)
Componența confesională a orașului Balatonalmádi
     Romano-catolici (40,09%)
     Fără religie (14,42%)
     Reformați (10,61%)
     Luterani (2,33%)
     Atei (1,66%)
     Necunoscută (30,52%)
     Alte religii (2,41%)
Conform recensământului din 2011, orașul Balatonalmádi avea 8.722 de locuitori. Din punct de vedere etnic, majoritatea locuitorilor (94,06%) erau maghiari, cu o minoritate de germani (3,2%). Apartenența etnică nu este cunoscută în cazul a 1,59% din locuitori. Nu există o religie majoritară, locuitorii fiind romano-catolici (40,09%), persoane fără religie (14,42%), reformați (10,61%), luterani (2,33%) și atei (1,66%). Pentru 30,52% din locuitori nu este cunoscută apartenența confesională.